# Mina de Barruecopardo
La Mina de Barruecopardo es una Mina a cielo abierto  localizada en el oeste de España en la Provincia de Salamanca. Barruecopardo representa una de las mayores reservas de tungsteno en España con reservas estimadas de 10,9 millones de toneladas de mineral con una ley de 0,45% de tungsteno.
La mina se abrió al compás de las guerras mundiales, y se mantuvo en funcionamiento hasta 1985. 
Saloro S.L.U. volvió a poner en funcionamiento la mina de Barruecopardo a principios de 2019, con una planta e infraestructura todo nuevo, y después de casi 40 años de cierre..